# Cymodusa melanocera
Cymodusa melanocera är en stekelart som beskrevs av Henry Lorenz Viereck 1925. Cymodusa melanocera ingår i släktet Cymodusa och familjen brokparasitsteklar. Inga underarter finns listade i Catalogue of Life.